# Ivar Bjerström
N. Ivar Bjerström, född 3 september 1900 i Eksjö, död 16 april 1959 i Mölndal, var en svensk ingenjör. 
Bjerström, som var son till handlanden August Bjerström och Albertina Tillberg, utexaminerades från Chalmers tekniska institut 1922. Han var anställd i USA 1923–1932, vid Göteborgs stads elverk 1936–1946 (överingenjör från 1943) och verkställande direktör i Yngeredsfors Kraft AB från 1946 till sin död.
Han är gravsatt på Fässbergs kyrkogård i Mölndal.